# Male Ustea, Sosnîțea
Male Ustea (în ucraineană Мале Устя) este un sat în așezarea urbană Sosnîțea din regiunea Cernihiv, Ucraina.

## Demografie
Componența lingvistică a localității Male Ustea
     Ucraineană (98,18%)
     Rusă (1,82%)
Conform recensământului din 2001, majoritatea populației localității Male Ustea era vorbitoare de ucraineană (98,18%), existând în minoritate și vorbitori de rusă (1,82%).